# Balaschiwka (Riwne)
Balaschiwka (ukrainisch Балашівка; russisch Балашовка Balaschowka, polnisch Białaszówka) ist ein Dorf in der ukrainischen Oblast Riwne mit etwa 1711 Einwohnern.

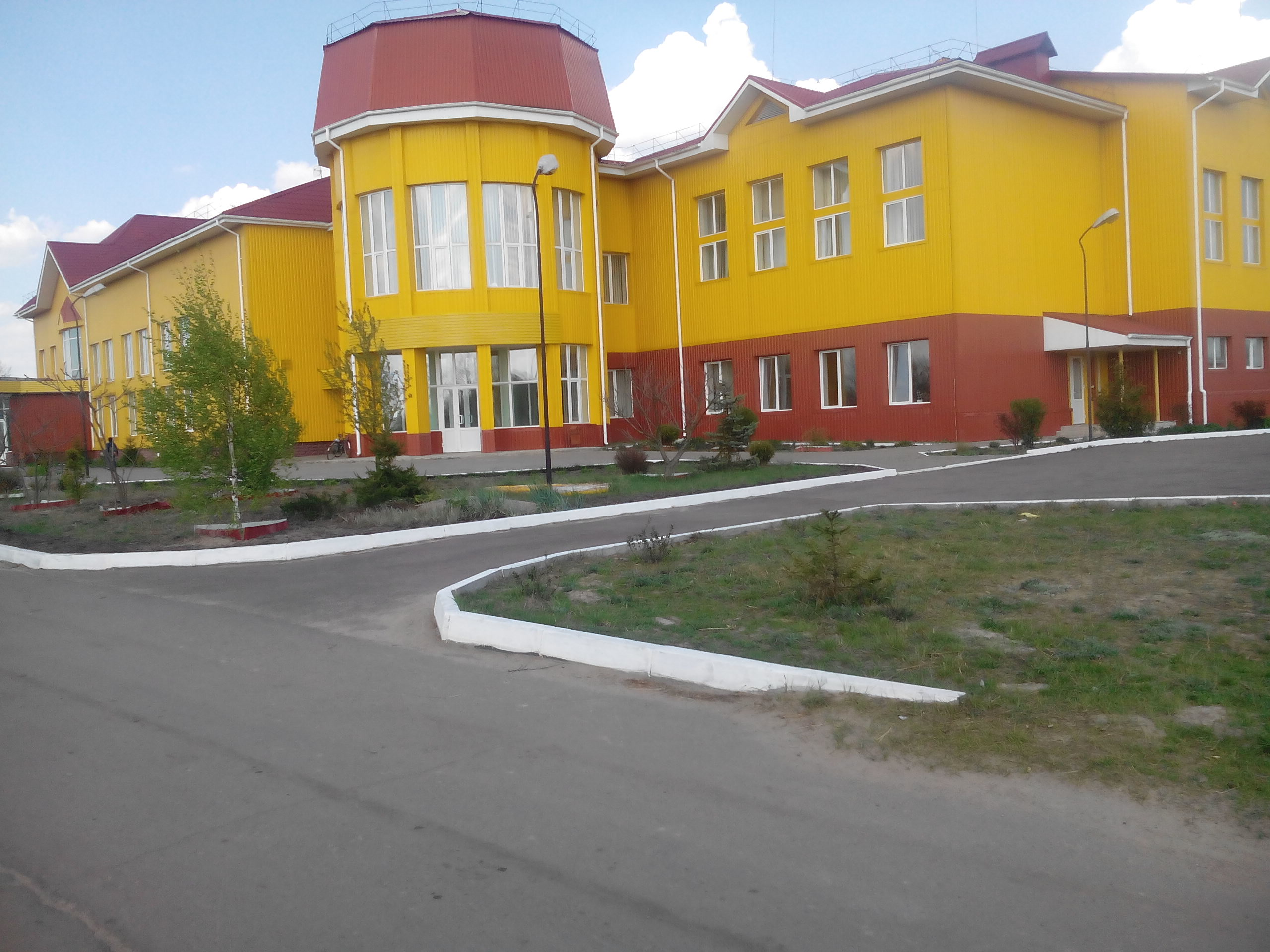
Haus der Kultur und Sportkomplex des Dorfes

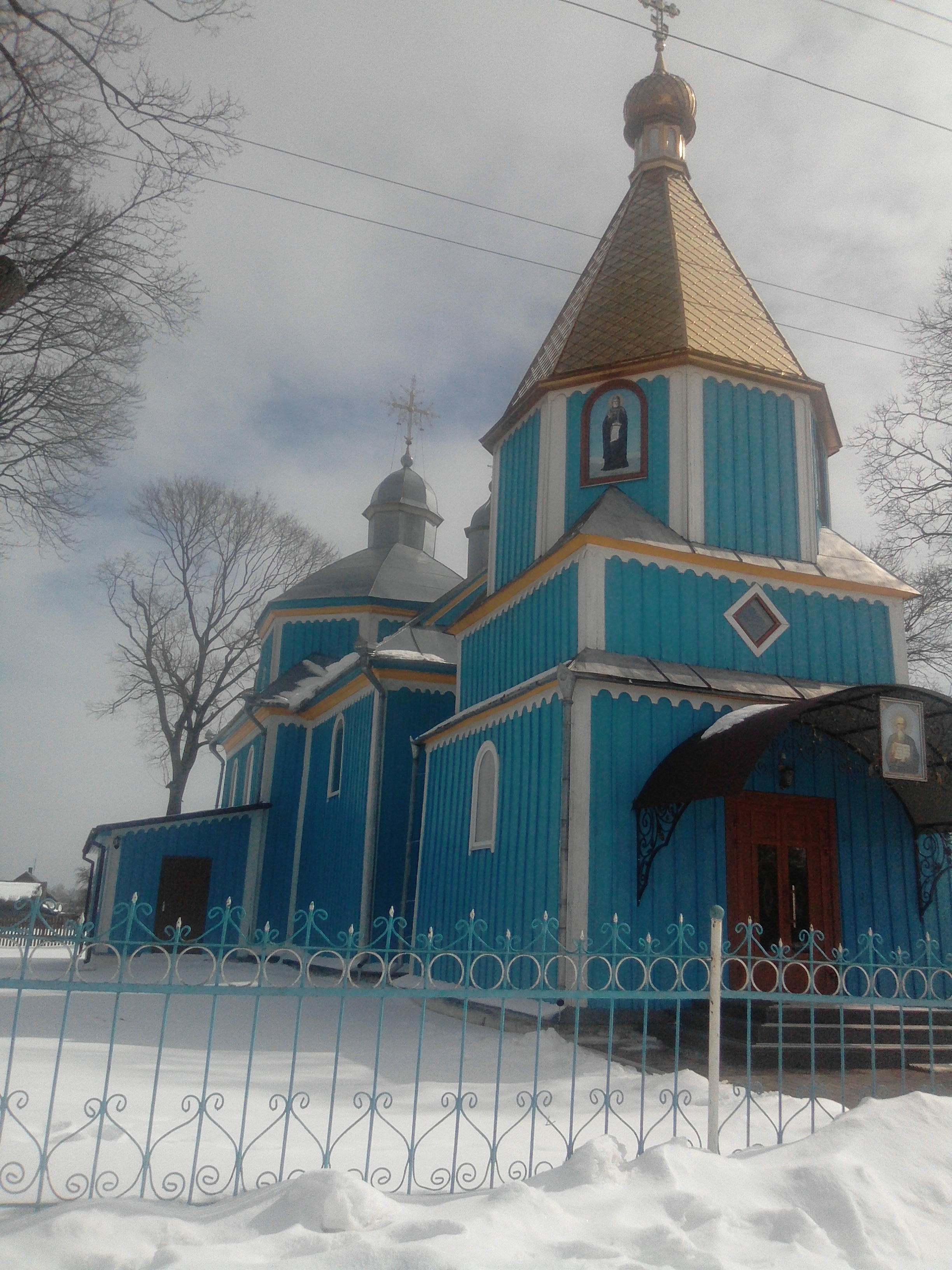
Orthodoxe Dorfkirche

Das erstmals 1629 schriftlich erwähnte Dorf liegt auf einer Höhe von 179 m am Ufer der Komarnyzja (Комарниця), einem 20 km langen Nebenfluss des Slutsch, 18 km östlich vom ehemaligen Rajonzentrum Beresne und etwa 80 km nordöstlich vom Oblastzentrum Riwne.
Nordwestlich vom Dorf verläuft die Territorialstraße T–18–11.
Am 12. Juni 2020 wurde das Dorf ein Teil neu gegründeten Stadtgemeinde Beresne im Rajon Beresne; bis dahin bildete es zusammen mit den Dörfern Lintschyn (Лінчин), Mychalyn (Михалин) und Siwky (Сівки) die Landratsgemeinde Balaschiwka (Балашівська сільська рада/Balaschiwska silska rada) im Osten des Rajons Beresne.
Am 17. Juli 2020 wurde der Ort Teil des Rajons Riwne.